# Фиумината
Фиумина̀та (на италиански: Fiuminata) е община в Централна Италия, провинция Мачерата, регион Марке. Разположено е на 479 m надморска височина. Населението на общината е 1547 души (към 2010 г.).
Административен център на общината е село Маса (Massa).